# Mouvement pour le salaire minimum à 15$ l'heure au Québec
Au Québec, le Mouvement pour le salaire minimum à 15$ l'heure est composé de l'ensemble des groupes, syndicats, parti et coalitions appuyant la hausse du salaire minimum des travailleurs québécois à 15$CAN de l'heure. Cette mobilisation, qui a pris racine dans la province à la fin 2015, est inspirée du Mouvement Fight for $15 aux États-Unis.
Le mouvement est appuyé par des syndicats ouvriers comme la CSN, la CSD et la FTQ et des partis politiques comme Québec solidaire et le Parti québécois. Le mouvement, en conjonction avec la grève des employés du Vieux-Port de Montréal de mai à octobre 2016 , prend de l'ampleur à la fin de 2016.

## Contexte
Depuis le 1er mai 2018, le salaire minimum est de 12 $ l'heure au Québec.

## Historique du mouvement
Le 10 novembre 2015, une manifestation comptant une quarantaine de personnes pour l'implantation du salaire minimum à 15$ l'heure se déroule devant le bureau du premier ministre Couillard à Montréal,.
Le 23 mars 2016, des employés de Chartwell Québec et membres du Conseil général du Syndicat québécois des employées et employés de service (SQEES-FTQ) manifestent devant les bureaux québécois de l'entreprise à Montréal pour obtenir un salaire de 15 $ l'heure.
Le 15 octobre 2016, plusieurs centaines de membres de syndicats comme la CSN et FTQ, des groupes de travailleurs, des organismes antipauvreté, des étudiants et des membres de Québec solidaire et du Parti québécois se rassemble à Montréal pour manifester pour l’augmentation du salaire minimum à 15 $ l'heure.
Le 30 novembre 2016, les déléguées du 31e congrès de la FTQ se sont prononcés en pour faire du salaire minimum à 15 $ l’heure l’une des priorités de leurs futures négociations
Depuis le 1er mai 2024, le salaire minimum québécois est de 15,75 $ de l'heure, sauf pour les salariés rémunérés au pourboire qui se situe à 12,60 $ de l'heure.

## Appuis

### Partis politiques

#### Québec solidaire
Lors de l'élection partielle dans Saint-Henri-Sainte-Anne en 2015, la candidate de Québec solidaire Marie-Eve Rancourt se prononce en faveur salaire minimum à 15$ l'heure pour lutter contre la pauvreté dans sa circonscription.
Lors du caucus pré-sessionnel de Québec solidaire du 28 au 30 août 2016, Manon Massé déclare que la hausse du salaire minimum à 15$ l'heure au Québec est l'un des dossiers prioritaires du parti.

#### Parti québécois
À compter de mai 2016, le Parti québécois appuie officiellement une hausse du salaire minimum à 15 $ l'heure. Dans un communiqué émis par la formation politique de centre-gauche, les députés du PQ «approuvent l’étude d’un projet de loi qui porterait sur le rehaussement progressif du salaire minimum, jusqu’à atteindre un objectif de 15 $ l’heure», à la suite du dépôt de la motion des députés de Québec solidaire.

### Dans le milieu financier
En novembre 2015, l'ancien actuaire en chef du Régime de pensions du Canada (RPC) Bernard Dussault se prononce pour une hausse du salaire minimum à 15$ l'heure pour améliorer le sort des retraités.

## Opposition

### Organisations patronales
Le Conseil du patronat du Québec, la Fédération canadienne de l’entreprise indépendante, l'Association des restaurateurs du Québec et le Conseil québécois du commerce de détail se sont tous prononcés contre l'augmentation du salaire minimum à 15$ l'heure.